# Botesdale
Botesdale är en ort och civil parish i Storbritannien.   Den ligger i grevskapet Suffolk och riksdelen England, i den sydöstra delen av landet, 120 km nordost om huvudstaden London. Botesdale ligger 34 meter över havet och antalet invånare är 1 742.
Terrängen runt Botesdale är platt. Runt Botesdale är det ganska tätbefolkat, med 104 invånare per kvadratkilometer. Närmaste större samhälle är Diss, 8,1 km nordost om Botesdale. Trakten runt Botesdale består till största delen av jordbruksmark.